# Manchester United Premier Cup
La Manchester United Premier Cup, también conocida como la Nike Premier Cup fue un torneo mundial de fútbol. El torneo fue creado por Nike en el año 1993, como la Nike Premier Cup y fue disputada por 624 equipos de 15 naciones europeas. Al año siguiente, el torneo se expandió al continente asiático, aumentando su número de participantes a 1061, antes de incorporar a 300 equipos más provenientes de Latinoamérica en 1995.
En 1996, el torneo fue reorganizado para incluir la fase final mundial (World Finals), a continuación de los torneos regionales. Los torneos regionales sirvieron para filtrar la cantidad de equipos participantes de unos 2500 a solo 12, para la final del torneo en Ciudad del Cabo, Sudáfrica. Esta estructura se siguió desde 1996 a 2001, cuando se decidió que al país anfitrión junto con los campeones nacionales de 13 países se les daría paso directo a las finales del torneo. Con los seis cupos restantes se completaría el total de 20 plazas con equipos de Europa, Medio Oriente, Latinoamérica, Sudeste asiático y África.
En el año 2003, coincidiendo con el reemplazo de Umbro en desmedro de Nike como patrocinador del equipo Manchester United, el torneo se renombró como la Manchester United Premier Cup. Pero ya en el año 2012, el patrocinio de la copa había retornado a Nike, recuperando su nombre original.
El torneo ha crecido año a año, en el período 2007–08, más de 9.400 equipos alrededor del mundo compitieron en torneos de Premier Cup, para conseguir una de las 20 plazas disponibles en las final mundial de la Premier Cup (Premier Cup World Finals).

## Campeones Mundiales de la Premier Cup
| Año  | Campeón                | País           | Ciudad          |
| ---- | ---------------------- | -------------- | --------------- |
| 1994 | FC Porto               |                |                 |
| 1995 | Real Madrid            |                |                 |
| 1996 | RCD Espanyol           |                |                 |
| 1997 | Platense               | Sudáfrica      | Ciudad del Cabo |
| 1998 | Athletic Club          | Francia        | París           |
| 1999 | Barcelona              | España         | Barcelona       |
| 2000 | Internacional          | Países Bajos   | Ámsterdam       |
| 2001 | Vitória                | Alemania       | Berlín          |
| 2002 | São Paulo              | Portugal       | Lisboa          |
| 2003 | Corinthians            | Estados Unidos | Portland        |
| 2004 | Manchester City        | Reino Unido    | Mánchester      |
| 2005 | Fluminense             | Hong Kong      | Hong Kong       |
| 2006 | Guadalajara            | Reino Unido    | Mánchester      |
| 2007 | Barcelona              | Reino Unido    | Mánchester      |
| 2008 | Fluminense             | Reino Unido    | Mánchester      |
| 2009 | São Paulo              | Reino Unido    | Mánchester      |
| 2010 | Barcelona              | Reino Unido    | Mánchester      |
| 2011 | Pachuca                | Reino Unido    | Mánchester      |
| 2012 | Universidad Católica   | China          | Shanghái        |
| 2013 | Dinamo Zagreb          | Reino Unido    | Mánchester      |
| 2014 | Dinamo Moscú           | Reino Unido    | Mánchester      |
| 2015 | Right to Dream Academy | Reino Unido    | Mánchester      |
| 2016 | Internacional          | Brasil         | Rio de Janeiro  |

## Campeones Regionales de la Premier Cup
| Año  | Equipo             | País     |
| ---- | ------------------ | -------- |
| 1994 | FC Porto           | Portugal |
| 1995 | Real Madrid        | España   |
| 1996 | RCD Espanyol       | España   |
| 1997 | Sevilla            | España   |
| 1998 | Real Madrid        | España   |
| 1999 | Atlético de Madrid | España   |
| 2000 | Real Madrid        | España   |

| Año  | Equipo                 | País |
| ---- | ---------------------- | ---- |
| 1997 | Carrollwood Lightning  | USA  |
| 1998 | Cleveland United       | USA  |
| 1999 | La Jolla Nomads        | USA  |
| 2000 | Sockers FC             | USA  |
| 2001 | Rochester Rhinos       | USA  |
| 2002 | Slammers FC            | USA  |
| 2003 | Irvine Strikers        | USA  |
| 2004 | AL Arsenal             | USA  |
| 2005 | Crossfire Premier      | USA  |
| 2006 | Ohio FC Mutiny         | USA  |
| 2007 | Valley United SC Blast | USA  |
| 2008 | San Diego Surf         | USA  |
| 2009 | AL Arsenal             | USA  |

| Año  | Equipo               | País      |
| ---- | -------------------- | --------- |
| 1996 | Universidad de Chile | Chile     |
| 1997 | Corinthians          | Brasil    |
| 1998 | Newell's Old Boys    | Argentina |
| 1999 | América              | México    |
| 2000 | Internacional        | Brasil    |

| Año  | Equipo               |
| ---- | -------------------- |
| 2001 | River Plate          |
| 2002 | --                   |
| 2003 | Boca Juniors         |
| 2004 | Estudiantes La Plata |
| 2005 | Estudiantes La Plata |

| Año  | Equipo                       |
| ---- | ---------------------------- |
| 1997 | SC Corinthians (São Paulo)   |
| 1998 | São Paulo (São Paulo)        |
| 1999 | Vitória (Bahia)              |
| 2000 | Internacional (Porto Alegre) |
| 2001 | Vitória (Bahia)              |
| 2002 | São Paulo (São Paulo)        |
| 2003 | SC Corinthians (São Paulo)   |
| 2004 | SC Corinthians (São Paulo)   |
| 2005 | Fluminense                   |
| 2006 | São Paulo FC                 |
| 2007 | São Paulo FC                 |
| 2008 | Fluminense                   |
| 2009 | São Paulo FC                 |

| Año  | Equipo               |
| ---- | -------------------- |
| 2002 | Colo Colo            |
| 2003 | Pichidegua           |
| 2004 | Colo Colo            |
| 2005 | Universidad Católica |
| 2006 | Universidad Católica |
| 2007 | Colo Colo            |
| 2008 | Audax Italiano       |
| 2009 | Colo Colo            |

| Año  | Equipo             |
| ---- | ------------------ |
| 2001 | Tigres             |
| 2002 | Monterrey          |
| 2003 | Cruz Azul          |
| 2004 | Atlas FC           |
| 2005 | UNAM Pumas         |
| 2006 | Chivas Guadalajara |
| 2007 | Atlas FC           |
| 2008 | Atlas FC           |
| 2009 | Atlas FC           |

| Año  | Equipo                 | País     |
| ---- | ---------------------- | -------- |
| 1995 | ?                      | Malaysia |
| 1996 | Bukhit Jahlil Academy  | Malaysia |
| 1997 | Shenyang MS            | China    |
| 1998 | Perlis FC              | Malaysia |
| 1999 | Dong-Buk Middle School |          |
| 2000 | Bayi Middle School     | China    |

| Año  | Equipo              |
| ---- | ------------------- |
| 2001 | Beijing Guoan       |
| 2002 | Shandong Luneng FC  |
| 2003 | --                  |
| 2004 | Dalian Railway      |
| 2005 | Liaoning YF         |
| 2006 | Beijing Guoan FC    |
| 2007 | Shandong Luneng FC  |
| 2008 | Zhejiang Lucheng FC |
| 2009 | Changchun Yatai FC  |

| Año  | Equipo                              |
| ---- | ----------------------------------- |
| 2001 | Verdy Youth Junior                  |
| 2002 | FC Tokio                            |
| 2003 | Tokyo Verdy and Sanfrecce Hiroshima |
| 2004 | Kashiwa Reysol                      |
| 2005 | Kumagaya SC                         |
| 2006 | Tokyo Verdy                         |
| 2007 | Gamba Osaka                         |
| 2008 | Shizuoka Gakuen HS                  |
| 2009 | Gamba Osaka                         |

| Año  | Equipo                          |
| ---- | ------------------------------- |
| 2001 | Kwang Ju Buk Sung Middle School |
| 2002 | Kwang Yang Je Cheol             |
| 2003 | Chung Dong Middle School        |
| 2004 | Yongin FC                       |
| 2005 | Ulsan Hyundai FC                |
| 2006 | Ulsan Hyundai FC                |
| 2007 | Chunnam Dragons FC              |
| 2008 | Ansan Boogok Middle School      |
| 2009 | Boin Middle School              |

| Año  | Equipo                                                         |
| ---- | -------------------------------------------------------------- |
| 2006 | Mohun Bagan AC (India)                                         |
| 2007 | East Bengal (India) and Assumption College Thonburi (Thailand) |

| Año  | Equipo               |
| ---- | -------------------- |
| 2009 | Salgaocar FC (India) |

| Año  | Equipo                                |
| ---- | ------------------------------------- |
| 2005 | Chonburi Sport Association (Thailand) |

| Año  | Equipo                |
| ---- | --------------------- |
| 2008 | Dream Academy (Ghana) |
| 2009 | Dream Academy (Ghana) |